# Kathy Elsen
Kathy Elsen (25 april 1984) is een Belgische Duitstalig politica voor de regionalistische partij ProDG.

## Biografie
Elsen volgde van 1999 tot 2004 een opleiding tot kapster en oefende dit beroep uit tot in 2023. Van 2004 tot 2005 volgde ze tevens een pedagogische opleiding, waarna ze vaklerares werd in de kappersopleiding aan het opleidingscentrum ZAWM in Eupen.
Ze werd eveneens actief in het lokale verenigingsleven van Bütgenbach en werd politiek actief voor de partij ProDG, waarvoor ze sinds januari 2022 in het Parlement van de Duitstalige Gemeenschap zetelt. 